# Jean-Marc Fontaine

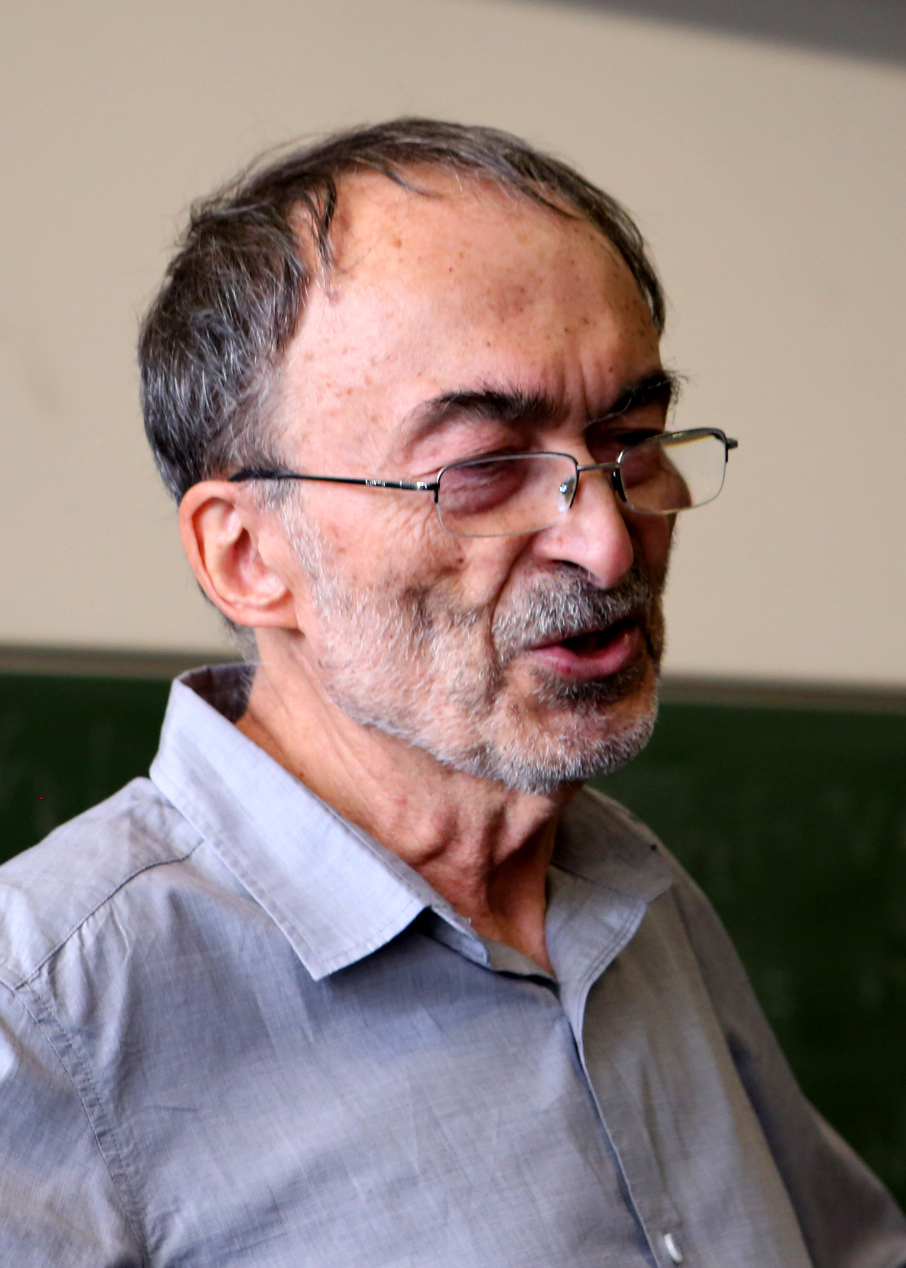

Jean-Marc Fontaine (* 13. März 1944 in Boulogne-Billancourt; † 29. Januar 2019) war ein französischer Mathematiker, der sich mit algebraischer Geometrie und Zahlentheorie (p-adische Zahlen, Galois-Darstellungen) beschäftigte.

## Leben
Fontaine studierte ab 1962 an der École polytechnique, war 1965 bis 1971 Wissenschaftler am CNRS und wurde 1972 promoviert. 1971/72 war er an der Universität von Paris VI und von 1972 bis 1988 an der Universität von Grenoble (erst Maître de conférences, dann Professor). Ab 1989 war er Professor an der Universität von Paris-Süd XI in Orsay. 2009 wurde er emeritiert.

## Werk
Fontaine klassifizierte in einer seiner ersten Arbeiten die {\displaystyle p}-divisiblen Gruppen auf dem Ring ganzer Zahlen eines lokalen Körpers und konstruierte den Körper der {\displaystyle p}-adischen Perioden, das {\displaystyle p}-adische Analogon des Körpers der komplexen Zahlen. Er führte eine Hierarchie {\displaystyle p}-adischer Darstellungen der absoluten Galoisgruppe eines {\displaystyle p}-adischen Körpers ein (kristalline, semi-stabile und De-Rham-Darstellungen). Auf diesem Gebiet stammt eine Vielzahl von Techniken und Vermutungen von ihm. Er ist einer der Mitbegründer der {\displaystyle p}-adischen Hodge-Theorie und ihrer Anwendung in der Zahlentheorie, für das sein Seminar am IHES von 1988 (veröffentlicht in Astérisque, Band 223) eine grundlegende Referenz ist. Er bewies, dass es keine nichttrivialen abelschen Varietäten über den rationalen Zahlen mit überall guter Reduktion gibt (Il n'y a pas de variété abélienne sur Z, Inventiones Mathematicae Bd. 81, 1985, S. 515). Von ihm stammt das Konzept der geometrischen Galoisdarstellung der Galoisgruppe eines Zahlkörpers (und eine Vermutung mit Barry Mazur, wann globale p-adische Galoisdarstellungen geometrischen Ursprung haben). Er arbeitete auch über die Bloch-Kato-Vermutungen. Fontaine gab 1994 mit Bernadette Perrin-Riou eine neue, äquivalente Formulierung der Bloch-Kato-Vermutung (equivariante Tamagawa-Zahl-Vermutung) (Kato stellte gleichzeitig ähnliche Überlegungen an).  Mit William Messing führte er 1987 syntomische Kohomologie ein für Varietäten über p-adischen Ringen in gemischter Charakteristik in ihrem Beweis des Crystalline Comparison Theorem, das eine Brücke von kristalliner und étale-Kohomologie herstellt.
1979 bewies er mit Jean-Pierre Wintenberger einen Satz über die Isomorphie zwischen den absoluten Galoisgruppen einer Erweiterung des Körpers der p-adischen Zahlen {\displaystyle \mathbb {Q} _{p}} (Adjunktion der Wurzeln {\displaystyle p^{\frac {1}{p^{n}}}} für alle n) und einer entsprechenden Erweiterung (Perfektion) des Körpers der Laurentreihen über den p-adischen Zahlen, siehe Satz von Fontaine und Wintenberger. Der Satz wurde von Peter Scholze im Rahmen seiner Theorie der Perfektoid-Räume erweitert und bildete einen wesentlichen Ausgangspunkt dieser Theorie. Mit Laurent Fargues führte er eine Fundamentalkurve der p-adischen Hodge-Theorie ein.
Zu seinen Doktoranden zählen Christophe Breuil (1996), Pierre Colmez und Jean-Pierre Wintenberger.

## Ehrungen und Mitgliedschaften
1984 erhielt er den Prix Carrières der französischen Akademie der Wissenschaften. Ab 2002 war er volles Mitglied der französischen Akademie der Wissenschaften (korrespondierendes Mitglied seit 1998). 2002 erhielt er den Gay-Lussac-Humboldt-Preis. 2014 wurde er zum ordentlichen Mitglied der Academia Europaea gewählt. Er war Invited Speaker auf den Internationalen Mathematikerkongressen in Warschau 1983 (Representations p-adique) und Peking 2002 (Analyse p-adique et representations galoisiennes). 1994 bis 2004 war er Senior-Mitglied des Institut Universitaire de France.

## Schriften (Auswahl)
- Groupes p-divisibles sur les corps locaux. Astérisque, Bd. 47/48, Societe Mathematique de France, 1977.
- mit Bernadette Perrin-Riou: Autour des conjectures de Bloch et Kato: cohomologie galoisienne et valeurs de fonctions L, 3 Teile, C.R. Acad. Sci. Paris, Band 313, série I, 1991, S. 189–196, 349–356, 421–428  (und in Uwe Jannsen, Steven Kleiman, Jean-Pierre Serre (Hrsg.): Motives, Proc. Symp. in Pure Math., 55, Teil 1, 1994, pp. 599–706)
- Valeurs spéciales des fonctions L des motifs, Séminaire Bourbaki, Band 34, 1991/92, S. 205–249
- Herausgeber: Periodes {\displaystyle p}-adiques. Astérisque, Bd. 223, 1994.
- Herausgeber mit Pierre Berthelot, Luc Illusie, Kazuya Kato, Michael Rapoport: Cohomologies {\displaystyle p}-adiques et applications arithmétiques. Astérisque Bd. 278/279, 2002.
- mit Yi Ouyang: Theory of p-adic Galois representations (Buchmanuskript), pdf